# Chiara Consonni
Chiara Consonni (* 24. Juni 1999 in Ponte San Pietro) ist eine italienische Radsportlerin, die auf Bahn und Straße aktiv ist. 2024 wurde sie Olympiasiegerin im Madison.

## Sportlicher Werdegang
Chiara Consonni entstammt einer Radsportfamilie: Auch ihr älterer Bruder Simone, der später sehr erfolgreich wurde, und ihr jüngerer Bruder sowie ihre Cousins waren als Radsportler aktiv, ihr Vater unterstützte sie in ihrer sportlichen Laufbahn. Seit 2012 betreibt sie Radsport auf Leistungsniveau.
Ab 2016 war Chiara Consonni im Juniorenbereich auf der Bahn international erfolgreich. 2016 wurde sie Junioren-Welt- und Europameisterin, 2017 zweifache Junioren-Welt- sowie zweifache Junioren-Europameisterin. 2020 und 2021 wurde Consonni mit dem italienischen Team U23-Europameisterin in der Mannschaftsverfolgung, 2021 außerdem mit Martina Fidanza im Zweier-Mannschaftsfahren. Bei den Elite-Weltmeisterschaften 2021 gewann sie mit dem italienischen Vierer die Silbermedaille.
Auf der Straße entschied Chiara Consonni 2019 eine Etappe der zur UCI Women’s WorldTour gehörenden Holland Ladies Tour für sich. 2022, 2023 und 2024 konnte sie jeweils eine Etappe des Giro d’Italia Donne gewinnen. Im Herbst 2023 gewann sie die Tour of Chongming Island. Bei den Olympischen Sommerspielen 2024 in Paris wurde sie für die Bahnradsportwettbewerbe nominiert. Zunächst verpasste sie mit dem Team in der Mannschaftsverfolgung als Vierte noch knapp die Medaillenränge. Wenige Tage später wurde sie mit Vittoria Guazzini Olympiasiegerin im Madison.
Nach zwei Jahren im UAE Team ADQ wechselte Consonni 2025 zum deutschen UCI Women’s WorldTeam Canyon SRAM zondacrypto.

## Erfolge

### Bahn
2016
- Junioren-Weltmeisterin – Mannschaftsverfolgung (mit Elisa Balsamo, Letizia Paternoster und Martina Stefani)
- Junioren-Europameisterin – Mannschaftsverfolgung (mit Elisa Balsamo, Letizia Paternoster und Martina Stefani)

2017
- Junioren-Weltmeisterin – Zweier-Mannschaftsfahren (mit Letizia Paternoster), Mannschaftsverfolgung (mit Elisa Balsamo, Martina Fidanza und Vittoria Guazzini)
- Junioren-Weltmeisterschaft – Punktefahren
- Junioren-Europameisterin – Zweier-Mannschaftsfahren (mit Letizia Paternoster), Mannschaftsverfolgung (mit Elisa Balsamo, Martina Fidanza und Vittoria Guazzini)

2020
- U23-Europameisterin – Ausscheidungsfahren, Zweier-Mannschaftsfahren (mit Martina Fidanza), Mannschaftsverfolgung (mit Marta Cavalli, Martina Fidanza und Vittoria Guazzini)
- Europameisterschaft – Mannschaftsverfolgung (mit Elisa Balsamo, Martina Alzini und Vittoria Guazzini)

2021
- U23-Europameisterin – Ausscheidungsfahren, Zweier-Mannschaftsfahren (mit Martina Fidanza), Mannschaftsverfolgung (mit Eleonora Gasparrini, Martina Fidanza und Silvia Zanardi)
- Weltmeisterschaft – Mannschaftsverfolgung (mit Martina Alzini, Elisa Balsamo, Martina Fidanza und Letizia Paternoster)

2022
- Nations’ Cup in Milton – Mannschaftsverfolgung (mit Elisa Balsamo, Silvia Zanardi, Martina Fidanza und Barbara Guarischi), Zweier-Mannschaftsfahren (mit Elisa Balsamo)
- Italienische Meisterin – Mannschaftsverfolgung (mit Rachele Barbieri, Martina Alzini und Martina Fidanza)
- Weltmeisterin – Mannschaftsverfolgung (mit Elisa Balsamo, Martina Alzini, Martina Fidanza und Vittoria Guazzini)

2024
- Weltmeisterschaft – Mannschaftsverfolgung (mit Martina Alzini, Martina Fidanza, Vittoria Guazzini und Letizia Paternoster)
- Olympiasiegerin – Madison (mit Vittoria Guazzini)

2025
- Europameisterin – Mannschaftsverfolgung (mit Martina Alzini, Martina Fidanza und Vittoria Guazzini)
- Europameisterschaft – Madison (mit Vittoria Guazzini)

### Straße
2019
- eine Etappe Holland Ladies Tour

2021
- Ronde de Mouscron
- Vuelta a la Comunidad Valenciana
- Grand Prix du Morbihan Féminin

2022
- Dwars door Vlaanderen
- Dwars door de Westhoek
- Flanders Diamond Tour
- eine Etappe Giro d’Italia Donne
- Grand Prix d’Isbergues-Pas de Calais Féminin

2023
- Trofee Maarten Wynants
- eine Etappe Giro d’Italia Donne
- Gesamtwertung, Punktewertung und eine Etappe Tour of Chongming Island
- Grote Prijs Beerens

2024
- Gran Premio della Liberazione
- Grote Prijs Eco-Struct
- Flanders Diamond Tour
- eine Etappe Giro Donne

2025
- zwei Etappen Tour de Pologne Women